# Brachyphylla nana
Brachyphylla nana é uma espécie de morcego da família Phyllostomidae. Pode ser encontrada em Cuba, Hispaniola, Jamaica (extinta, conhecida somente por restos fósseis), Grand Cayman (Ilhas Cayman), e Middle Caicos (Bahamas).